# 이종린 (1883년)
이종린(李鍾麟, 일본식 이름: 瑞原鍾麟스미하라 쇼린, 1883년 2월 11일 ~ 1951년 9월 1일)은 일제강점기의 독립운동가. 작가이자 종교인이며 대한민국의 정치인이다. 천도교 지도자로, 3.1 만세 운동 당시 친척 형이되는 이종일을 보좌하였다. 해방 후에는 초대, 제2대 국회의원을 역임하였다. 본관은 성주이다. 호는 황산(凰山), 천도교 도호(道號)는 보암(普菴)이다.
3·1 운동에 참여하고 조선독립신문의 발행에도 참여하였으며, 이후 물산장려회와 신간회 등에도 참여하여 활동했고, 일제 강점기 후반에는 종교인과 문인으로 활약하였다. 해방 후에는 제1대, 2대 국회의원에 연임되었으나 6.25 전쟁 때 납북 도중에 사망하였다.

## 생애
충청남도 서산군 출신으로, 이교칠(李敎七)과 전주 이씨의 아들로 태어났지만, 유복자로 태어났다. 나중에 작은아버지 이교삼(李敎三)의 양자로 입양되었다. 성인이 된 뒤에 경성부로 상경하여 계속 거주하였다. 대한제국 말기의 일간지 대한민보(大韓民報)의 주필을 거쳐 천도교 교역자로 종교활동을 하였으며, 천도교 월보사의 주필로 활동했다. 3·1 운동 때는 박인호, 이종일, 김홍규, 윤익선과 함께 지하신문인 《조선독립신문》을 발행하여 3·1 운동의 전국적 확산에 주력하다가 옥고를 당하는 등 항일언론 활동을 하였고, 하와이 만국기자대회에 가입하고 기자단체인 무명회위원장으로 활동하였다.
개화기 문인으로서도 문학사(文學史) 상 중요한 위치를 점한다. 대표적인 문학작품으로 문장수사론(文章修辭論)인〈文章體法〉과 한문희곡인〈滿江紅〉을 비롯하여 수편의 장편소설이 있다. 특히 황산은 ‘표제(標題) 단편소설’의 효시인〈모란봉〉을 비롯한 5편의 단편소설을 발표하여 개화기 소설가로서도 중요한 위치를 점하고 있다.
1910년 천도교에 입교한 후 오랫동안 교단의 중책을 역임하였다. 한편 이종일이 아들이 일찍 사망하였으므로, 1925년 이종일의 장례식과 장례비를 부담하기도 했다. 또한 〈중성〉〈산업계〉〈실생활〉등의 잡지를 발간 운영하였고 각종 민족운동에 참여하여 조선물산장려회이사장, 신간회 본부 선전부장과 신간회 경성지회위원장, 조선기근구제위원장 등으로 다양한 활동을 하였다.
1937년 중일전쟁 이후에는 교단의 최고책임자인 천도교 대종사장과 교령직에 있으면서 일제에 협력하기도 했다. 일제 말기 이종린의 행적을 천도교 교단의 영욕을 대변해야 하는 안타까운 지경에 처했던 것으로 보는 시각도 있다. 해방 이후에는 반민특위에 체포되어 조사를 받기도 하였으나, 반민특위가 조직적인 방해를 받으면서 재판 결과 무혐의 판결을 받아 풀려났다. 제헌국회에서 헌법기초위원으로 대한민국 정부 수립에 공헌하기도 하였다.
이종린은 한국전쟁때는 피난을 하지 못하고 조선인민군이 서울을 점령했을 때 체포되었다가 서울이 수복되던 날 납북되던 중에 사망하였다. 안창호, 여운형과 더불어 세칭 당대의 ‘3대 웅변가’로 일컬어졌었다. 또한 그는 400여 수의 시를 남기기도 했다. 자택 후원으로 옮겨져 가매장하였다가 한국 전쟁이 끝난 뒤 1954년 경기도 양주군 노해면 중계리(현 서울특별시 노원구 중계동) 산에 안장되었다.

## 사후
- 1967년 12월 대한민국 국민훈장 무궁화장이 추서되었다.
- 친일파 708인 명단의 기타 부문, 민족문제연구소의 친일인명사전 수록자 명단의 종교 부문, 친일반민족행위진상규명위원회가 발표한 친일반민족행위 705인 명단에 포함되었다.
- 2004년 2월 고향인 서산시 지곡면 화천리 안견기념관 앞 공원에 황산 이종린 문학기념비가 건립되었다.

## 약력
- 성균관박사
- 대한협회회보편집원
- 천도교월보사장
- 민중대회위원장
- 민우회상무이사
- 신흥조선사장
- 천도교중앙위원회대표
- 천도교상임선도사.천도교장로
- 1948년 5월 10일 : 제헌 국회의원(충남 서산갑)

## 저서
- 이종린 저, 이동초 편저: 《황산 이종린 식사집-연사수지》(모시는사람들, 2006년) ISBN 89-90699-42-8
- 《황산집(凰山集)》
- 《문장체법(文章體法)》국

### 단편 소설
- 《가련홍》
- 《해당화하몽천응》

### 장편 소설
- 《사촌몽》
- 《홍루지》
- 《영산홍》
- 한문 장편소설 《만강홍》

## 역대 선거 결과
|  | 33.21% |

|  | 15.86% |

## 같이 보기
- 이종일

## 참고자료
- 《대한민국 의정총람》, 국회의원총람발간위원회, 1994년
- 이종린 - 대한민국헌정회
- 동학책방 《황산 이종린 식사집-연사수지》 소개